# Borough of Scarborough
Scarborough ist ein Verwaltungsbezirk mit dem Status eines Borough in der Grafschaft North Yorkshire in England. Verwaltungssitz ist die gleichnamige Stadt Scarborough, in der knapp die Hälfte der Bevölkerung lebt. Weitere bedeutende Orte sind Filey und Whitby.
Der Bezirk wurde am 1. April 1974 gebildet und entstand aus der Fusion verschiedener Gebietskörperschaften. Vom East Riding of Yorkshire waren dies der Urban District Filey und ein Teil des Rural District Bridlington, vom North Riding of Yorkshire der Municipal Borough Scarborough, die Urban Districts Scalby und Whitby sowie die Rural Districts Scarborough und Whitby. Der Bezirk bestand bis 2023.

## Partnerschaften
Es bestand von 1988 bis 2016 eine Kreispartnerschaft zum Landkreis Osterode am Harz in Niedersachsen. 2016 verschmolz der Landkreis Osterode am Harz mit dem Altkreis Göttingen zum neuen Landkreis Göttingen, letzterer nimmt seitdem die Partnerschaft mit Scarborough wahr.